# Черёмушки (Красноярский край)
Черёмушки — посёлок в Балахтинском районе Красноярского края России. Административный центр Черёмушкинского сельсовета.

## География
Посёлок находится на расстоянии 50 км к юго-востоку от посёлка городского типа Балахта, административного центра района.

## Население
| 1989 | 2002 | 2010 |
| ---- | ---- | ---- |
| 1620 | ↘804 | ↘585 |

### Гендерный состав
По данным Всероссийской переписи населения 2010 года, в посёлке проживало 585 человек (289 мужчин и 296 женщин).